# Титулы го (Республика Корея)
Титулы го в Южной Корее — звания, присуждаемые сильнейшим корейским го-профессионалам за определённые спортивные достижения. В процессе соревнований применяются различные системы проведения розыгрышей титулов.

## Текущие титулы

### Основные
- Кубок GS Caltex (GS Caltex Cup) — титул, спонсируемый компанией GS Caltex. Призовой фонд турнира составляет 50000000 вон/$51000. Текущим обладателем титула является Пак Чжон Хван[1].
- Куксу (кор. 국수전) — титул, спонсируемый изданием Far East Daily News и компанией The Dong-a Ilbo. Название титула приблизительно означает «национальное сокровище» или лучший игрок страны. титул неофициально считается самым престижным в Южной Корее. Призовой фонд — 40000000 вон/$42500. Текущим обладателем является Чхве Чхолхан[2][3].
- Мёнин (кор. 명인전) — титул, спонсируемый компанией Kangwon Land Corporation. Призовой фонд составляет 30000000 вон. Мёнин является аналогом японского титула мэйдзин; название титула обозначает «Мудрый». Текущим обладателем титула является Пак Ён Хун[4].
- Кубок Сибдан (кор. 십단전; англ. Sibdan Cup) — титул, спонсируемый компанией Wonik Corporation. Призовой фонд составляет 25000000 вон/$26000.
- Кубок Prices Information (Prices Information Cup) — титул, спонсируемый компанией Korean Prices Information Foundation. Розыгрыш титула происходит в партиях на быстром контроле времени (10 минут основного времени + 60 секунд на ход). Призовой фонд составляет 22000000 вон/$23000. Текущим обладателем титула является Ли Седол[5].
- Чхонвон (кор. 천원전) — титул, спонсируемый организациями Sports Korea, Far East Pharmaceuticals и Daily Economic Newspaper, являющийся аналогом японского титула Тэнгэн. Призовой фонд составляет 20 000 000 вон/$17 000. Текущим обладателем титула является Чхве Чхолхан[6].

### Малые
- Кубок Maxim — титул, спонсируемый Baduk TV и Dong Suh Foods. Призовой фонд составляет 15 000 000 вон/$16 000. Текущим обладателем является Пак Ён Хун[7].

### Быстрое го
- Кубок Electron-Land — титул, спонсируемый Korean Economic News, Baduk TV, и Cyber Kiwon. Призовой фонд составляет 40 000 000 вон/$42 500.
- Кубок KBS — титул, проводимый KBS по олимпийской системе. Призовой фонд составляет 20 000 000 вон/$21 000. Текущим обладателем является Пак Ёнхван[8].

## Ранее существовавшие титулы
- Ванви (кор. 왕위 «Трон го»)[9]
- Кубок Baccus
- Пэдалван (кор.)
- Чхэкови
- Киван
- Кубок KT
- Кубок KTF
- Кубок MBC TV
- Кубок LG Refined Oil
- New Pros Strongest
- Кубок Пхэдал
- Пхэван
- Кубок SBS TV
- Тэван
- Кисон — аналог японского титула кисэй. Призовой фонд составлял 18000000 вон/$19000.
- Кубок BC Card — титул, спонсировавшийся Sports Korea и BC Card. Призовой фонд составлял 20000000 вон/$21000.
- Кубок SK Gas — турнир, спонсировавшийся компанией SK Gas. Призовой фонд титула составлял 10000000 вон/$8500.
- Кубок Osram
- Кубок Ch’eongpung
- Кубок Yeongnam Ilbo

## Женские титулы
- Женский Куксу — титул, спонсируемый изданием Korean Daily News. Призовой фонд — 10000000 вон/$10500. Текущей обладательницей титула является Жуй Найвэй[10].
- Женский Мёнин — титул, спонсируемый компанией Lami Cosmetics. Призовой фонд — 8000000 вон/$8500. Текущей обладательницей титула является Жуй Найвэй[11].
- Женский Кисон. Текущая обладательница — Ким Юн Ён[12].

## Игроки с наибольшим количеством титулов
| №   | Игрок          | Всего | Международные |
| --- | -------------- | ----- | ------------- |
| 1   | Чо Хунхён      | 158   | 11            |
| 2   | Ли Чхан Хо     | 143   | 23            |
| 3   | Ли Седол       | 41    | 16            |
| 4-t | Со Бонсу       | 30    | 1             |
| 4-t | Чо Намчхоль    | 30    | 0             |
| 4-t | Ким Ин         | 30    | 0             |
| 7   | Ю Чханхёк      | 24    | 6             |
| 8   | Пак Ён Хун     | 18    | 3             |
| 9   | Чхве Чхоль Хан | 14    | 2             |
| 10  | Пак Чжон Хван  | 10    | 1             |